# 苦竹站
苦竹站（日语：／ Nigatake eki */?）是位於宮城縣仙台市宮城野區苦竹一丁目7番33號，東日本旅客鐵道（JR東日本）的仙石線車站。

## 歴史
苦竹站是在太平洋戰爭期間啟用，當時為宮城電氣鐵道車站。在苦竹站啟用前。在苦竹東北方，於新田地區中設有新田站。在苦竹地區內設有軍備工場，為東京第一陸軍造兵廠仙台製造所，當時為了運送工人為目的，新田站在1943年（昭和18年）遷移至造兵廠前，並改名為苦竹站。
隨著仙石線青葉通站至陸前原之町站之間進行地下化工程，陸前原之町電車區遷移至福田町的宮城野電車區（現時：仙台車輛中心宮城野派出），而陸前原之町到發的出入車廠班次改為在此站出發或到達（苦竹至宮城野號誌站之間以不載客列車行走）。在2004年3月時間表修正，區間列車的到發車站遷移至鄰站小鶴新田站。

### 年表
- 1943年（昭和18年）2月8日：宮城電氣鐵道（日语：宮城電気鉄道）車站啟用。
- 1944年（昭和19年）5月1日：宮城電氣鐵道被國有化，成為運輸通信省車站。
- 1966年（昭和41年）1月20日：車站高架化。
- 1975年（昭和50年）：為了售票合理化，關閉了售票櫃臺。改為設置近距離乘車券售票機（有關回數券、定期券和長距離乘車券，需要在仙台站轉乘售票業集中發售）。
- 1987年（昭和62年）4月1日：伴隨國鐵分割民營化，車站由東日本旅客鐵道（JR東日本）營運[3]。
- 1993年（平成5年）：在1991年，陸前原之町電車區遷移，開設了宮城野電車區。出入廠班次改在苦竹站到發。
- 2003年（平成15年）
  - 8月10日：車站大樓翻新工程完成。引入自動閘機。
  - 10月26日：此站開始可以使用IC卡「Suica」[4]。
- 2004年（平成16年）3月13日：隨著小鶴新田站啟用，出入廠列車的到發站改在該站，再沒有列車於苦竹站到發。
- 2005年（平成17年）3月：引入發車鈴。
- 2006年（平成18年）12月：月台加設升降機。
- 2010年（平成22年）4月1日：由直營車站（陸前原之町站所屬的苦竹在勤）變為業務委託車站（東北綜合服務）。

## 車站構造

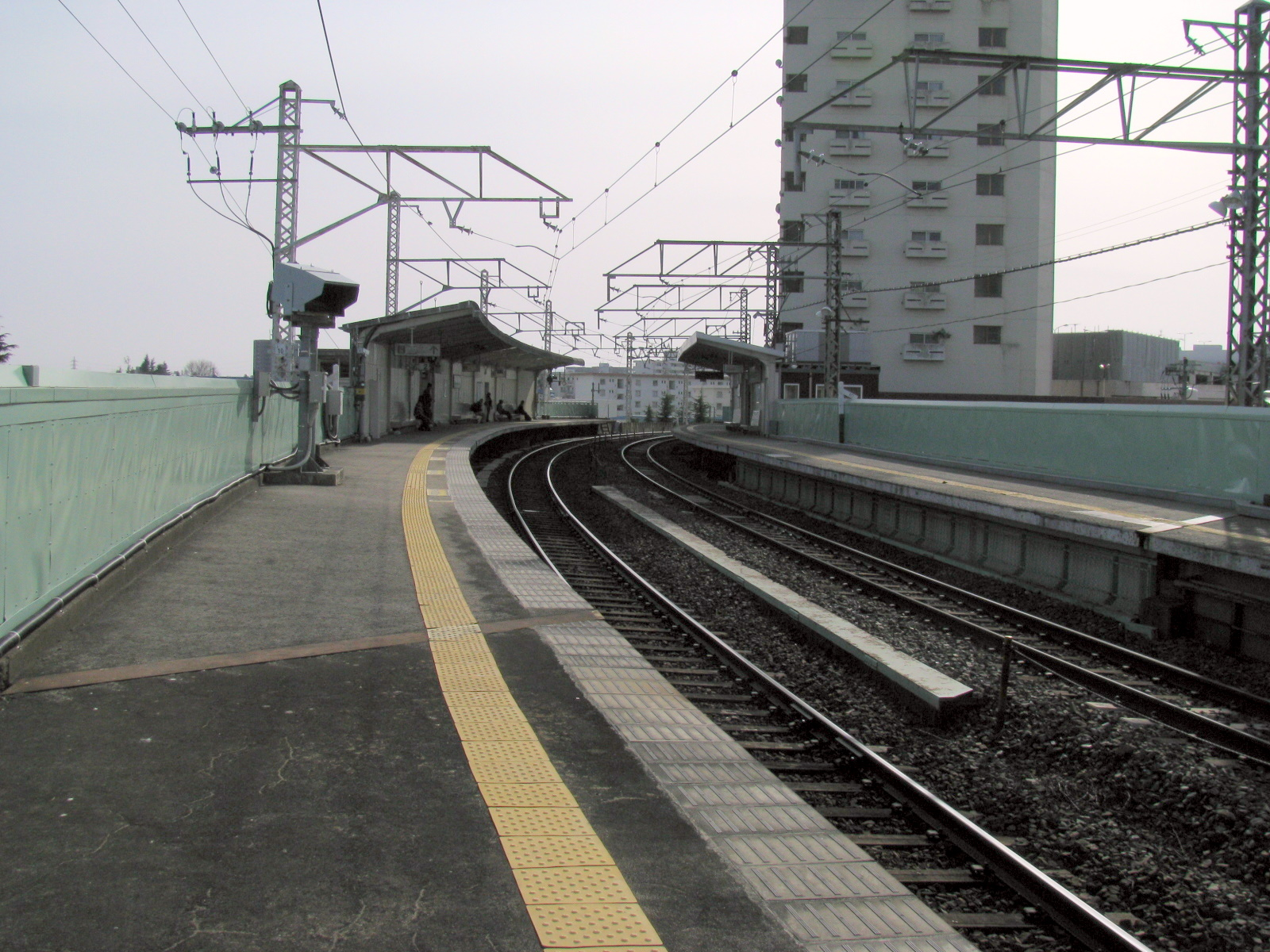
月台

此站是高架車站，設有2面2線的相對式月台。月台位於斜坡路段和急彎上。因此停站時，月台與車廂之間設有較大空隙和高低差。車站的進站廣播中，以及列車到達前的車內廣播中會提醒有關事項。相對其他仙石線車站，此站的月台較長，曾經此站可容納17米級車輛5卡編成的列車。
月台中間會跨越國道45號。車站入口位於高架橋下，於國道45號上。
在2003年（平成15年）8月，車站引入了自動閘機，同時車站大樓進行了翻新工程。變成現在的形態。在這之前，現時閘口處部分為候車室和廁所，同時設有車站事務室。現時車站事務室和車站商店部分位於閘口通道上。另外，在2006年（平成18年）12月，車站設置了升降機，以提供一個無障礙環境。
此站由仙台地區中心管理的業務委託車站，委托了JR東日本東北綜合服務負責車站業務。此站設有售票櫃臺（設有POS終端）、自動售票機和自動閘機。
此站在JR特定都區市內制度內為「仙台市內」車站。

### 月台
| 月台 | 路線    | 上下行 | 方向                       |
| ---- | ------- | ------ | -------------------------- |
| 1    | ■仙石線 | 下行   | 本鹽釜、松島海岸、石卷方向 |
| 2    | ■仙石線 | 上行   | 仙台、青葉通方向           |

參考

## 使用狀況
根據「JR東日本」，2019年度（令和元年度）1日平均乘車人次為2,974人。車站主要客源來自陸上自衛隊仙台駐屯地隊員。使用人次每年相若，但隨著附近開發公寓，使人次有輕微增加。
| 乘車人次變化       | 乘車人次變化     | 乘車人次變化    |
| 年度               | 1日平均 乘車人次 | 參考資料        |
| ------------------ | ---------------- | --------------- |
| 1999年（平成11年） | 2,469            |                 |
| 2000年（平成12年） | 2,712            | [ 利用客数 2 ]  |
| 2001年（平成13年） | 2,755            | [ 利用客数 3 ]  |
| 2002年（平成14年） | 2,555            | [ 利用客数 4 ]  |
| 2003年（平成15年） | 2,603            | [ 利用客数 5 ]  |
| 2004年（平成16年） | 2,442            | [ 利用客数 6 ]  |
| 2005年（平成17年） | 2,502            | [ 利用客数 7 ]  |
| 2006年（平成18年） | 2,414            | [ 利用客数 8 ]  |
| 2007年（平成19年） | 2,407            | [ 利用客数 9 ]  |
| 2008年（平成20年） | 2,384            | [ 利用客数 10 ] |
| 2009年（平成21年） | 2,420            | [ 利用客数 11 ] |
| 2010年（平成22年） | 2,334            | [ 利用客数 12 ] |
| 2011年（平成23年） | 沒有發表         |                 |
| 2012年（平成24年） | 2,458            | [ 利用客数 13 ] |
| 2013年（平成25年） | 2,538            | [ 利用客数 14 ] |
| 2014年（平成26年） | 2,621            | [ 利用客数 15 ] |
| 2015年（平成27年） | 2,645            | [ 利用客数 16 ] |
| 2016年（平成28年） | 2,734            | [ 利用客数 17 ] |
| 2017年（平成29年） | 2,844            | [ 利用客数 18 ] |
| 2018年（平成30年） | 2,926            | [ 利用客数 19 ] |
| 2019年（令和元年） | 2,974            | [ 利用客数 1 ]  |

## 車站周邊
在苦竹站南邊設有陸上自衛隊東北方面隊的仙台駐屯地。曾經車站北邊於梅田川處設有餐廳和風俗店，該處名為苦竹小路，為一條歡樂街。在1990年代前，該處設有脫衣舞劇場。現時，隨著國道45進行擴寬工程，餐廳和風俗店相繼關閉，已經不再成為歡樂街。後來變成設置了彈球店和遊戲機中心等大型遊樂設施。另外，於車站東邊設有國道4號仙台繞道的苦竹交匯處。在國道45號以西設有汽車販賣與相關商店。
在苦竹站以西設有陸前原之町站，以北設有東北本線的東仙台站。3站均在步行圈內。在近年，車站附近開始開發公寓。
仙石線陸前原之町站至苦竹站之間的區間與國道45號並行。在並行區間的國道45號中為一處瓶頸區間，為仙台市內著名的堵塞區間。在過去，仙台市電原之町線開通時，把國道45號陸前原之町站前以西區間的道路均已擴寬，但是東邊的道路還未擴寬。在大約約1.2公里的瓶頸區間中，為了解決堵塞問題，進行了一個名為「一般國道45號坂下擴幅」的工程。在1965年（昭和40年）度決定成為都市計劃，於1972年（昭和47年）度開始動工。但是，苦竹站周邊區間在計劃中被反對，於1983年（昭和58年）才進行測量，除了苦竹站周邊約500米區間外，工程在平成時期順序完成啟用。在2010年（平成22年）度，於工程評價中，預計苦竹站周邊的道路擴寬工程在2015年（平成27年）度完成。最後實際上在2012年（平成24年）12月完工。
- 仙台東警署（日语：仙台東警察署）
- 仙台東警署苦竹派出所
- 仙台苦竹郵局

## 相鄰車站
東日本旅客鐵道（JR東日本）
■仙石線
陸前原之町－苦竹－小鶴新田

## 注腳

### 使用狀況
1. 1 2  . 東日本旅客鐵道.   [2020-07-12]. （原始内容存档于2020-07-10） （日语）.
2. ↑  . 東日本旅客鐵道.   [2019-02-10]. （原始内容存档于2019-03-28） （日语）.
3. ↑  . 東日本旅客鐵道.   [2019-02-10]. （原始内容存档于2019-03-28） （日语）.
4. ↑  . 東日本旅客鐵道.   [2019-02-10]. （原始内容存档于2019-03-28） （日语）.
5. ↑  . 東日本旅客鐵道.   [2019-02-10]. （原始内容存档于2019-03-28） （日语）.
6. ↑  . 東日本旅客鐵道.   [2019-02-10]. （原始内容存档于2019-03-28） （日语）.
7. ↑  . 東日本旅客鐵道.   [2019-02-10]. （原始内容存档于2019-03-28） （日语）.
8. ↑  . 東日本旅客鐵道.   [2019-02-10]. （原始内容存档于2019-03-28） （日语）.
9. ↑  . 東日本旅客鐵道.   [2019-02-10]. （原始内容存档于2019-03-28） （日语）.
10. ↑  . 東日本旅客鐵道.   [2019-02-10]. （原始内容存档于2019-03-28） （日语）.
11. ↑  . 東日本旅客鐵道.   [2019-02-10]. （原始内容存档于2019-03-28） （日语）.
12. ↑  . 東日本旅客鐵道.   [2019-02-10]. （原始内容存档于2019-03-28） （日语）.
13. ↑  . 東日本旅客鐵道.   [2019-02-10]. （原始内容存档于2019-03-22） （日语）.
14. ↑  . 東日本旅客鐵道.   [2019-02-10]. （原始内容存档于2016-03-04） （日语）.
15. ↑  . 東日本旅客鐵道.   [2019-02-10]. （原始内容存档于2019-03-22） （日语）.
16. ↑  . 東日本旅客鐵道.   [2019-02-10]. （原始内容存档于2019-03-22） （日语）.
17. ↑  . 東日本旅客鐵道.   [2019-02-10]. （原始内容存档于2019-03-22） （日语）.
18. ↑  . 東日本旅客鐵道.   [2019-02-10]. （原始内容存档于2019-03-22） （日语）.
19. ↑  . 東日本旅客鐵道.   [2019-07-18]. （原始内容存档于2019-07-05） （日语）.

## 外部連結
- 車站資訊（苦竹）：東日本旅客鐵道（日語）